# Conrad Janis
Conrad Janis (* 11. Februar 1928 in New York City; † 1. März 2022 in Los Angeles) war  ein US-amerikanischer Schauspieler und Jazz-Posaunist des Oldtime Jazz. Er war ein Sohn des Kunsthändlers Sidney Janis.

## Leben
Janis’ Vater war Hemdenfabrikant und seine Mutter Harriet Janis war die Ko-Autorin des Buches They all played Ragtime von Rudi Blesh. Janis lernte früh Gitarre und erst relativ spät Posaune (Die Anregung dafür kam, als er in Los Angeles in den 1940er Jahren Kid Ory regelmäßig hörte.) und spielte sie neben seinen Schauspieljobs. Zuerst spielte er in San Francisco in einer New Orleans Revival-Band mit Kunststudenten, ab Ende der 1940er Jahre in New York mit zahlreichen Swing- und New Orleans Jazz-Musikern, wobei er auch kurz Unterricht u. a. bei Herbie Nichols nahm. Mit seiner Tailgate Jazz Band nahm er in New York auch mehrere Alben z. B. bei Circle auf (das Label gehörte Rudi Blesh und seiner Mutter), wie Conrad Janis and his Tailgate Jazz Band 1951 mit Danny Barker, Pops Foster, Freddy Moore in der Rhythm Section. Seine erste Broadway-Rolle hatte er 1942 in Junior Miss, seine erste Filmrolle 1945 in der Komödie Snafu, worauf er einen 20. Century Fox Kontrakt erhielt. Für seine Rolle in The Brass Ring am Broadway erhielt er den New Yorker Theaterpreis Theatre World Award. Ein weiterer Broadway Erfolg von Janis war A visit to a small planet. Janis war in zahlreichen TV-Produktionen zu sehen, u. a. in der Serie Mork vom Ork mit Robin Williams (1978–1982), der Science-Fiction-Komödienserie Quark (1977/78, als Otto Palindrome) und Ein Engel auf Erden (Staffel 2, Folge 1). Da er im Fernsehen häufig Musiker spielte, gelang es ihm immer wieder Musiker aus seinem Jazz-Umfeld dort unterzubringen. 1994 führte er Regie in dem Polit-Thriller Die Todesliste mit George Segal und Elliott Gould. Janis spielte auch Rollen in Spielfilmen wie der Buddy Holly Story, Margie und Cable Guy mit Jim Carrey. Im Jahre 2012 inszenierte er mit Piper Laurie in der Hauptrolle den Horrorfilm Bad Blood.
Janis Eltern hatten eine bekannte Galerie für moderne Kunst in Manhattan, die Sidney Janis Gallery, in der auch Janis ab 1957 nebenbei arbeitete. Sie vermachten 1966 ihre umfangreiche Kunstsammlung (Pablo Picasso, Salvador Dalí, Piet Mondrian, Jackson Pollock u. a.) dem Museum of Modern Art.
Ab 1980 war er Leiter der populären Beverly Hills Unlisted Jazz Band, deren Mitglieder überwiegend Schauspieler und Filmschaffende sind. Mitglieder waren George Segal (Banjo), die Produzenten Paul Maslansky und Sheldon Keller (Gitarre) und bei einer Gelegenheit Jack Lemmon (Klavier) und Dudley Moore. Über die Band, die auch mehrere Plattenaufnahmen machte, wurde ein Dokumentarfilm bei PBS gedreht.
Janis besaß mit MiraCon Pictures eine eigene Produktionsfirma. Er starb im März 2022 im Alter von 94 Jahren.

## Filmografie (Auswahl)
- 1974: Giganten am Himmel (Airport 1975)
- 1976: Wer schluckt schon gern blaue Bohnen? (The Duchess and the Dirtwater Fox)
- 1977: Der Tanzpalast (Roseland)
- 1978: Die Buddy Holly Story (The Buddy Holly Story)
- 1978–1982: Mork vom Ork (Mork and Mindy, Fernsehserie, 69 Episoden)
- 1980: Tracy trifft den lieben Gott (Oh, God! Book II)
- 1984: Mord ist ihr Hobby (Murder, She Wrote, Fernsehserie, 1 Folge)
- 1985: Zum Teufel mit den Kohlen (Brewster's Millions)
- 1989: Sonny Boy
- 1992: Der letzte Komödiant – Mr. Saturday Night (Mr. Saturday Night)
- 1995: Die Todesliste (The Feminine Touch)
- 1998: Addams Family – Und die lieben Verwandten (Addams Family Reunion)
- 2012: Bad Blood (auch Regie)